# بيير لوران
بيير لوران (بالفرنسية: Pierre Laurent)‏  (و. 1956 –  م) هو ممثل، وممثل دُبلاج، من فرنسا، ولد في نانسي.